# Pavlivske, Polohî
Pavlivske (în ucraineană Павлівське) este un sat în comuna Injenerne din raionul Polohî, regiunea Zaporijjea, Ucraina.

## Demografie
Componența lingvistică a localității Pavlivske
     Ucraineană (96,69%)
     Rusă (3,31%)
Conform recensământului din 2001, majoritatea populației localității Pavlivske era vorbitoare de ucraineană (96,69%), existând în minoritate și vorbitori de rusă (3,31%).